# Vincent Scourneau
Pour les articles homonymes, voir Scourneau.
Vincent Scourneau, né à Braine-l'Alleud le 22 juin 1967, est un homme politique belge, membre du MR. Il est bourgmestre de Braine-l'Alleud depuis 2001 et député fédéral depuis 2014.

## Biographie
Sa carrière professionnelle débute en 1989 comme technicien-chimiste à l’Institut de recherche chimique de Tervuren. Durant ces années, il étudie en parallèle le droit. Licencié en droit de l’Université catholique de Louvain (UCL), il devient avocat au barreau de Bruxelles en 1995 en qualité de collaborateur de l'avocat bruxellois en droit des sociétés, Alain Zenner.[réf. nécessaire]
De 1995 à 1996, il est attaché parlementaire au Parlement bruxellois. Il rejoint par la suite le groupe des jeunes réformateurs libéraux (JRL) et est élu président de la section locale de 1997 à 2000. Après les élections régionales de 1999, il travaille au sein du cabinet du Ministre Serge Kubla, où il est responsable des services juridiques et restructuration des entreprises en tant que président de la Commission Permanente pour l'Examen de la Structure des Entreprises (1999-2004).
En 2000, il se présente aux élections communales sur la liste MR-IC et devient le plus jeune bourgmestre élu de Braine-l'Alleud en 2001. Il est aussi élu conseiller provincial à la province du Brabant Wallon. Lors des élections communales de 2006, pour lesquelles il obtient un score historique de 5.355 voix de préférence, il est confirmé dans sa fonction de bourgmestre par ses électeurs, obtenant la majorité absolue avec 19 des 33 sièges. En 2012, il présente sa liste du bourgmestre, regroupant le MR et le PS, et emporte à nouveau la majorité avec 20 sièges sur 33,.
Dans le domaine de la culture, Vincent Scourneau est fondateur de Wallimage, fonds d'investissement wallon dans l'audiovisuel, de 2000 à 2014 et il sera, durant de nombreuses années, administrateur délégué. Il est en outre directeur de l'Agence du Film de 2005 à 2020.
Le 14 octobre 2014, en raison de l’accession de Charles Michel au poste de Premier ministre, Vincent Scourneau devient député fédéral à la Chambre des représentants. Il est, à ce jour, le deuxième député-bourgmestre dans l’histoire de la commune de Braine-l'Alleud.
Lors des élections communales du 14 octobre 2018, La Liste du Bourgmestre, composée uniquement de membres du MR, sans les socialistes, obtient la majorité absolue avec 18 des 33 sièges qui composent le Conseil Communal. Crédité de 4.375 voix de préférence, Vincent Scourneau est réélu Bourgmestre de Braine-l'Alleud pour la quatrième fois consécutive.
Il est réélu député à la Chambre des représentants à la suite des élections législatives fédérales belges de 2024 avec un score de 9.465 voix de préférence,.
Dans le cadre des élections communales de 2024, Vincent Scourneau est réélu Bourgmestre pour la cinquième fois consécutive. La Liste du Bourgmestre obtient à nouveau la majorité absolue avec les meilleurs scores de tous les temps à Braine-l'Alleud. La majorité obtient donc 14.433 voix, 5.508 voix pour le Bourgmestre, ainsi que 22 sièges.

## Décoration
- Chevalier de l'ordre de Léopold (2024)[12]